# Discradisca antillarum
Discradisca antillarum är en armfotingsart som först beskrevs av D'Orbigny 1846.  Discradisca antillarum ingår i släktet Discradisca och familjen Discinidae. Inga underarter finns listade i Catalogue of Life.